# Savel
Savel, kurz für SA Véhicules Européens Légers, war ein französischer Hersteller von Automobilen.

## Unternehmensgeschichte
Das Unternehmen aus Aniche übernahm 1997 Automobiles Erad und begann mit der Produktion von Automobilen. Der Markenname lautete Savel. 1998 erfolgte der Umzug nach Masny. 2002 endete die Produktion.

## Fahrzeuge
Das Unternehmen stellte Kleinstwagen her. Die Erad-Modelle Agora und Spacia wurden weiterhin hergestellt. 1998 kam der Sisma dazu. Das Design stammte vom Institut Supérieur de Design. Das Fahrzeug war 249,5 cm lang. Für den Antrieb sorgte ein Zweizylinder-Dieselmotor von Lombardini mit 505 cm³ Hubraum.